# فيلانوفا د'الكوليا
بلدية فيلانوفا د'الكوليا (بالإسبانية: Villanueva de Alcolea)‏ (بالفالنسية:Vilanova d'Alcolea)، هي إحدى بلديات مقاطعة كاستيلون التي تقع في منطقة بلنسية، في شرق إسبانيا.
يبلغ عدد سكانها 671 نسمة وفقاً لإحصائية سنة (2006).